# Кувезин, Альберт Будачиевич
Альберт Будачиевич Кувезин (тув. Альберт Будачы-оглу Күвезин; 27 ноября 1965, Кызыл) — тувинский гитарист и певец, обладающий мастерством тувинского горлового пения (стиль — каргыраа). Народный артист Республики Тыва (2015).
Является основателем и бессменным лидером международно известного тувинского музыкального коллектива Ят-Ха, существующего с конца 1980-х — начала 1990-х годов по сей день.

## Биография
Окончил Кызылское училище искусств по классу гитары и народных инструментов. Несколько лет работал в различных коллективах Тувинской Госфилармонии.
Кувезин был в 1992 году одним из основателей тувинской группы Хуун Хуур Ту, которую покинул в 1993 году.
Кроме участия в группах Ят-Ха и Хуун Хуур Ту, Кувезин так же сотрудничал с группами Алиса (песня «Пляс Сибири» из альбома «Дурень» 1997 года), Неприкасаемые (песня «Эй, брат, здравствуй» из альбома «Города, где после дождя дымится асфальт» 1999 года), Susheela Raman, Värttinä и Amorphis (альбом «Queen of Time»).
Артемий Троицкий сказал про него: «На земле есть два уникальных голоса, и они принадлежат Паваротти и Кувезину».
15 апреля 2009 Альберту Кувезину «За заслуги в области культуры и музыкального искусства, многолетнюю творческую деятельность» присвоено звание заслуженного артиста республики Тыва.
На выборах 14 сентября 2014 Альберт был избран в Верховный Хурал (парламент) Республики Тыва от партии Единая Россия, однако членом Единой России Кувезин не является.
27 ноября 2015 Кувезину А. Б. Указом Главы Республики Тыва за многолетнюю деятельность и особо выдающиеся заслуги в развитии культуры и искусства присвоено звание «Народный артист Республики Тыва».
С ноября 2015 года Альберт Кувезин выступает в качестве приглашенного музыканта вместе с тувинской этно-джаз-рок группой "Хартыга". В ноябре 2016 года состоялся релиз первого студийного альбома группы «Хартыга» под названием «Агитатор», в записи которого Альберт Кувезин принял участие как лидер-гитарист.
В июле 2020 года Альберт Кувезин выступил в качестве приглашенного вокалиста в этно-индастриал проекте Uran Bator, исполнив вокальные партии в песне Uran Orda.

## Награды
- 1990 — специальный приз Брайана Ино на международном конкурсе «Голос Азии» в Алма-Ате, Казахстан.
- 1996 — Гран-При конкурса Radio France International «Рок и Поп музыка на Востоке».
- 1997 — 1-я премия за лучшее видео в мало-бюджетной категории на фестивале «МИДЕМ» (Франция).
- 1999 — 1-я премия музыкальных критиков Германии в категории «Оригинальная и необычная музыка».
- 2002 — награда BBC Radio: Лучший исполнитель Азиатско-Тихоокеанского региона в жанре World Music.
- 2015 — Народный артист Республики Тыва.
- 23 января 2024 — Медаль Республики Тыва «За доблестный труд» — за достигнутые успехи в области культуры и искусства, вклад в сохранение лучших традиций тувинской народной музыки[6].